# Gare des Islettes
La gare des Islettes est une gare ferroviaire française de la ligne de Saint-Hilaire-au-Temple à Hagondange, située sur le territoire de la commune des Islettes, dans le département de la Meuse en région Grand Est.
C'est une halte ferroviaire de la Société nationale des chemins de fer français (SNCF) desservie par des trains TER Grand Est.

## Situation ferroviaire
Établie à 174 m d'altitude, la gare des Islettes est située au point kilométrique (PK) 238,751 de la ligne de Saint-Hilaire-au-Temple à Hagondange, entre les gares de Sainte-Menehould et de Clermont-en-Argonne.

## Histoire

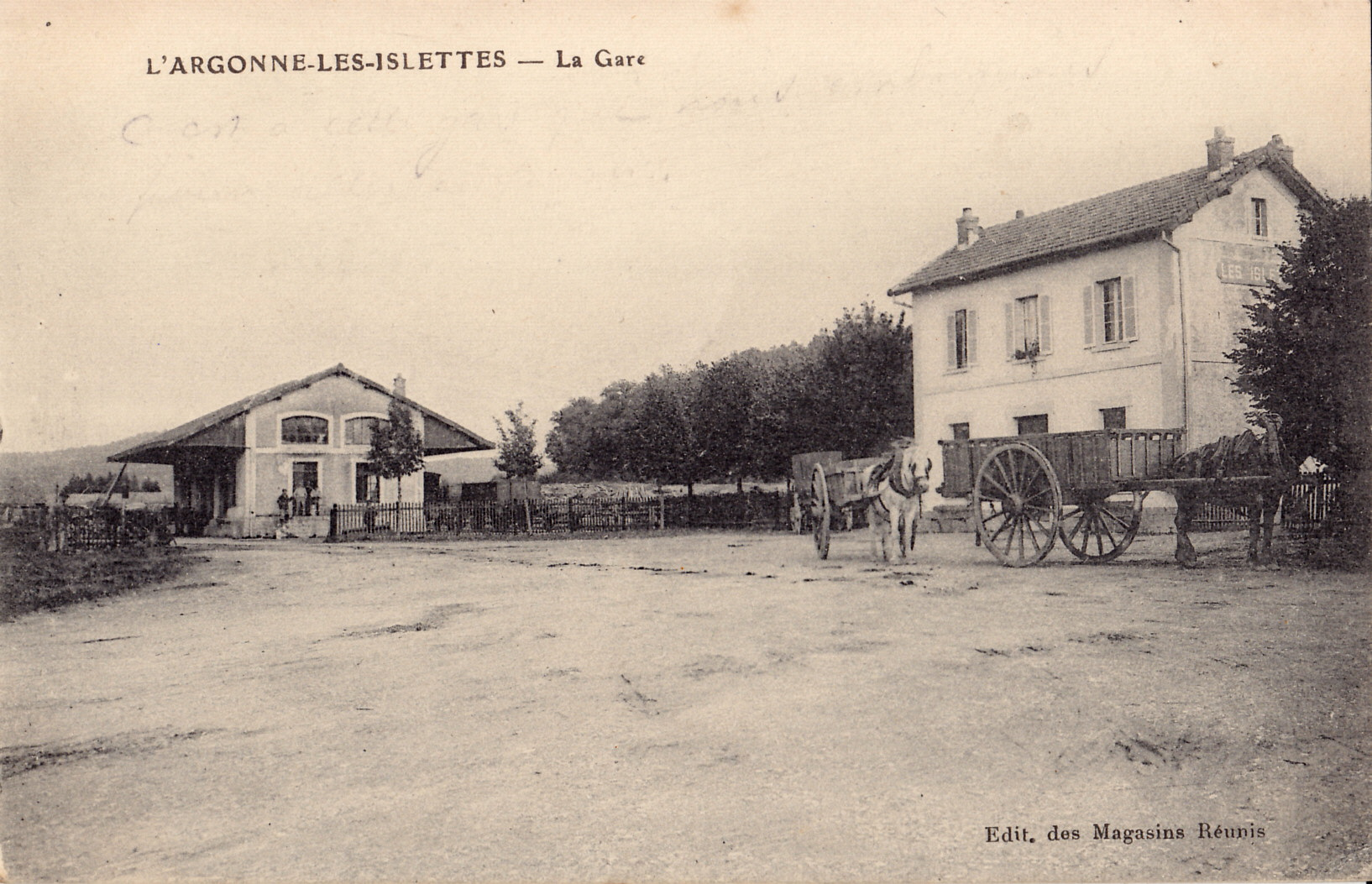
La gare au début du XXe siècle.

## Service des voyageurs

### Accueil
Halte SNCF, c'est un point d'arrêt non géré (PANG) à accès libre.

### Desserte
Les Islettes est desservie par les trains TER Grand Est qui effectuent des missions entre les gares de Châlons-en-Champagne et de Verdun.

### Intermodalité
Le stationnement des véhicules est possible à proximité de l'ancien bâtiment voyageurs.